# De Heug (entreprise)
Les pianos De Heug sont une société de fabrication de pianos droits et pianos à queue fondée en 1892 à Marcinelle et qui a cessé ses activités en 1981. Elle a laissé à Charleroi en bord de Sambre, l'Immeuble De Heug à l'architecture de type moderniste. 

## Histoire

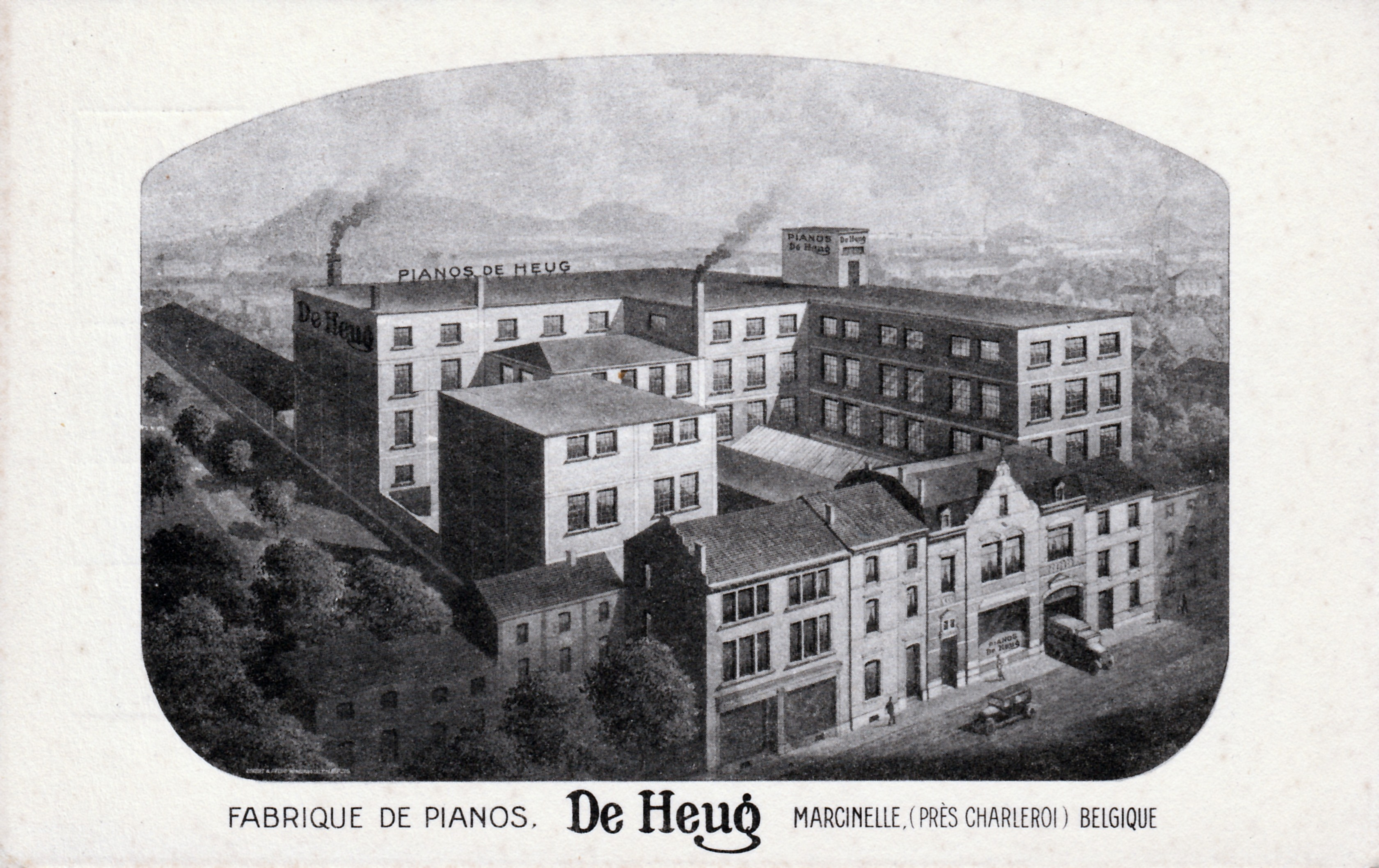
Carte postale publicitaire présentant la fabrique De Heug à Marcinelle dans les années 1930.

Comme fabricant de pianos, elle jouit rapidement d'une renommée internationale et reçoit plusieurs prix. Le fondateur Pierre De Heug participe à plusieurs expositions : il remporte une médaille de bronze à l'Exposition internationale de Bruxelles de 1897, à l'Exposition internationale de Bruxelles de 1910, à l'Exposition universelle de Liège de 1905 et une mention honorable à l'Exposition universelle de 1900 à Paris. L'usine de fabrication était située à la Place du centre à Marcinelle. En 1908, un violent incendie détruit les ateliers De Heug à Marcinelle ce qui n'empêchera toutefois pas la poursuite de ses activités.

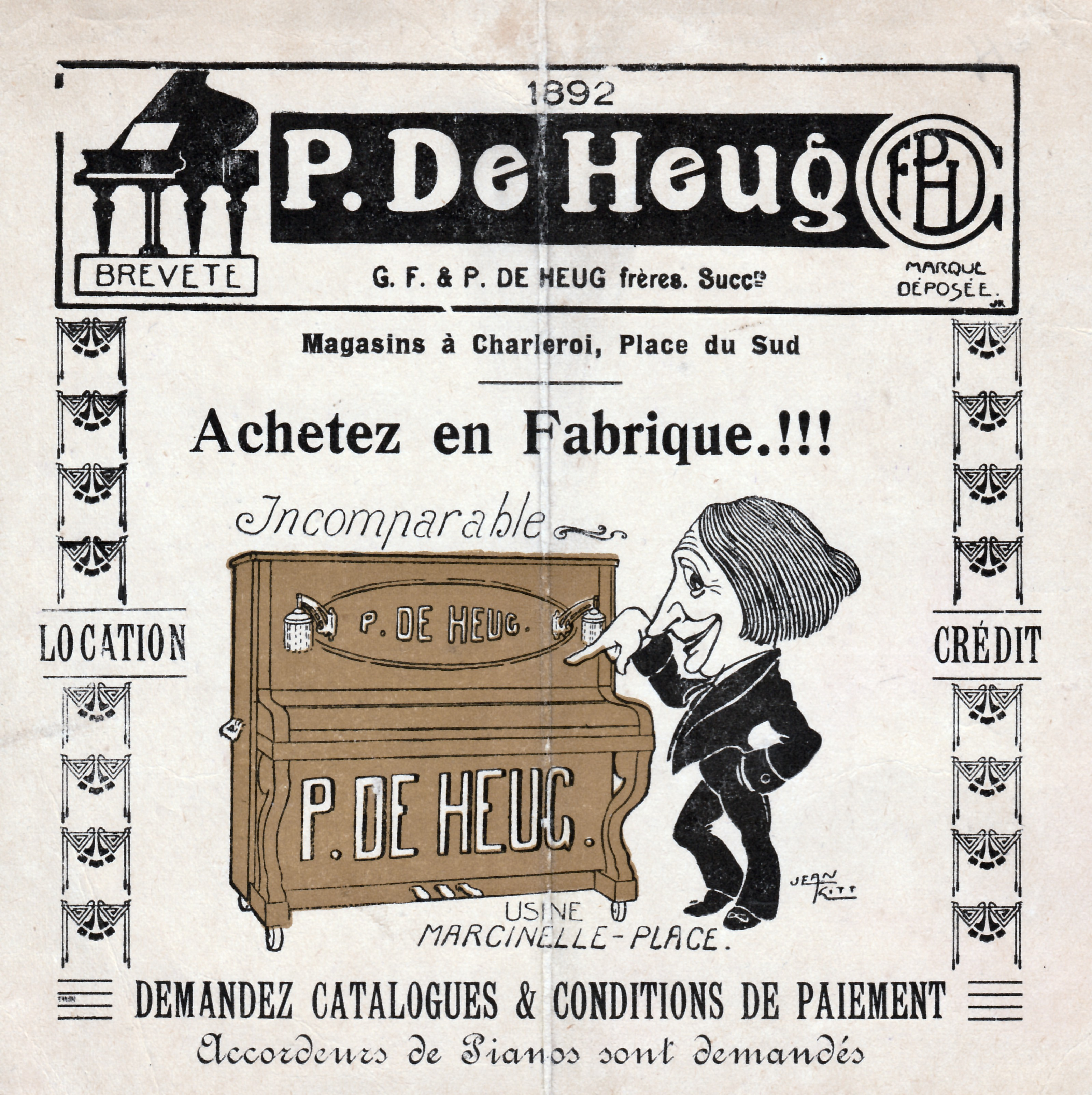
Publicité par Jean Kitt (Jean Lemaître) pour les pianos De Heug (vers 1925).

Vers 1919, ses trois fils, Georges, Franz et Paul reprennent la société paternelle et en font une société en nom collectif. Paul De Heug spécialiste de la facture de pianos supervise la production tandis que Georges et Franz s'occupent de l'accordage, de l'entretien et de la réparation. Elle connaît sa plus grande prospérité dans les années 1920, époque où elle dispose d'une salle de vente à la place Charleroi Ville-Basse. La production annuelle est alors de 600 pianos construits par une cinquantaine d'ouvriers.

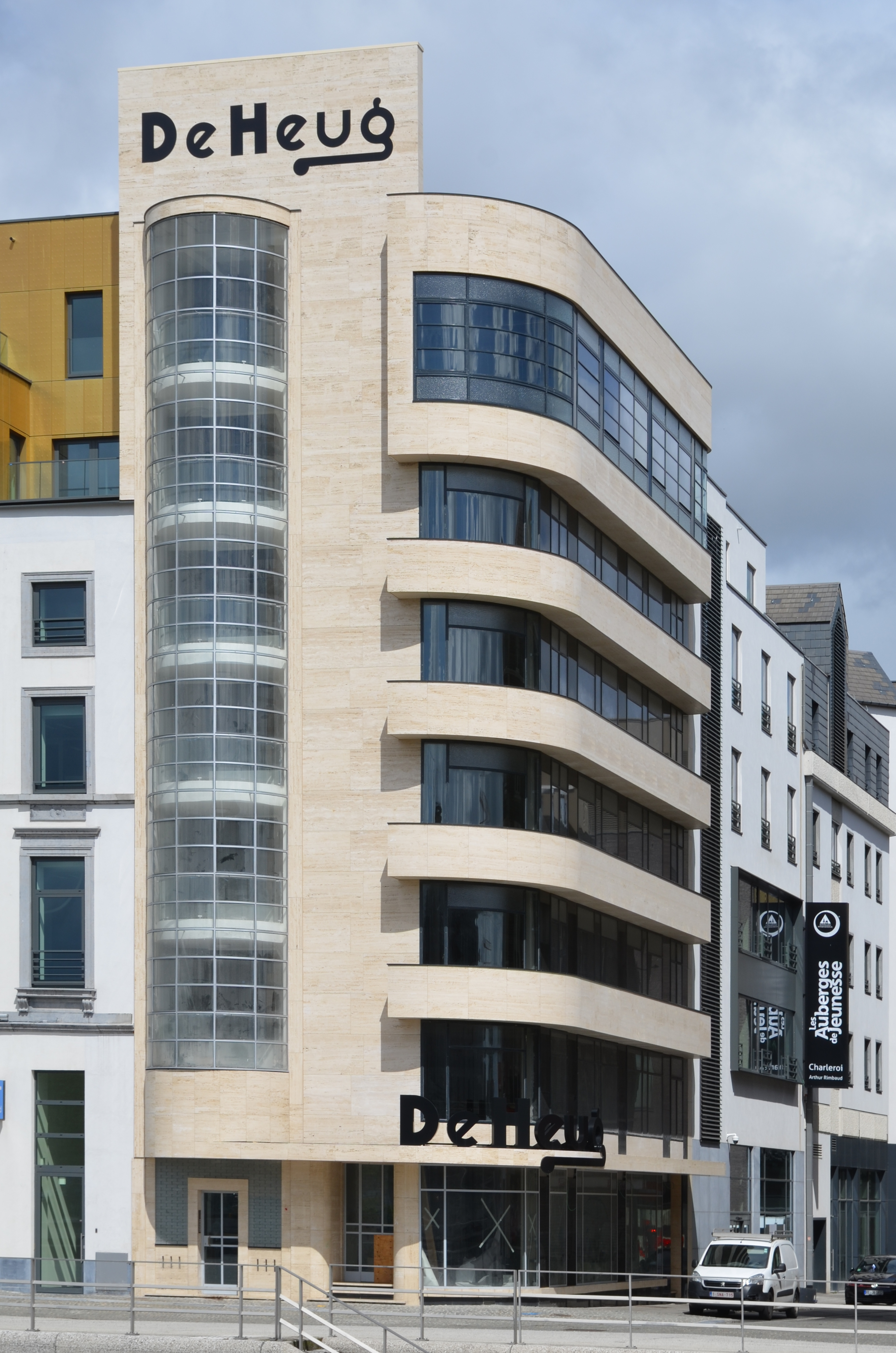
L'Immeuble De Heug en 2019.

En 1933-1934, les trois frères font construire en bord de Sambre sur le quai de Brabant (actuellement quai Arthur Rimbaud), un immeuble moderniste par Marcel Leborgne, vraisemblablement en collaboration avec son frère Henri qui comprend des studios, des bureaux et des salles d'exposition. Installée dans ses nouveaux locaux, la société connait rapidement le déclin à la suite de la crise des années 1930 d'abord, de la Seconde Guerre mondiale ensuite, et finalement par le fait que le piano perd sa place dans l'ameublement des maisons bourgeoises. Un des trois frères, Paul, rachète les parts de ses frères et continue l'activité seul avec un effectif réduit. Son fils Pierre lui succède en 1958. À la suite de la concurrence des instruments électriques, il se reconvertit en fabricant de meubles de cuisine durant les années 1960. La société cesse ses activités en 1981.